# Teresa de Mera
Teresa de Mera (Madrid, 29 de abril de 2003) es una actriz española. Sus inicios artísticos han estado marcados por colaboraciones en cortometrajes y teatro. Ha participado en la segunda temporada de la serie HIT de RTVE interpretando a Carmen.

## Filmografía

### Televisión
- HIT 2ª Temporada (2021 - RTVE)[2] como Carmen
- Ni una más 1ª Temporada (2024 - Netflix) como Berta
- Manual para señoritas 1ª Temporada (2025 - Netflix) como Alba de Ibáñez

### Cortometrajes
- "Chicas" (2021 - de Jimena Garcinuño)[3] como Patricia
- ’’Jerarquías’’ (2021 - de Martín Olivares)[4] como Marta
- ‘’Carpe Diem’’ (2020 - de Ro Canet)[5] como Nerea

### Teatro
- ’’Onírico’’ (2020 - de Javi Damas)[6]